# Chaveignes
Chaveignes is een gemeente in het Franse departement Indre-et-Loire (regio Centre-Val de Loire) en telt 559 inwoners (2004). De plaats maakt deel uit van het arrondissement Chinon.

## Geografie
De oppervlakte van Chaveignes bedraagt 21,1 km², de bevolkingsdichtheid is 26,5 inwoners per km².
De onderstaande kaart toont de ligging van Chaveignes met de belangrijkste infrastructuur en aangrenzende gemeenten.

## Demografie
Onderstaande figuur toont het verloop van het inwonertal (bron: INSEE-tellingen).